# Нініно
Нініно (пол. Ninino, нім. Mielke) — село в Польщі, у гміні Ричивул Оборницького повіту Великопольського воєводства.
Населення — 276 осіб (2011).
У 1975-1998 роках село належало до Пільського воєводства.

## Демографія
Демографічна структура станом на 31 березня 2011 року:
|          | Загалом | Допрацездатний вік | Працездатний вік | Постпрацездатний вік |
| -------- | ------- | ------------------ | ---------------- | -------------------- |
| Чоловіки | 138     | 35                 | 90               | 13                   |
| Жінки    | 138     | 41                 | 76               | 21                   |
| Разом    | 276     | 76                 | 166              | 34                   |